# High Ercall
High Ercall lub Ercall Magna – wieś i civil parish w Anglii, w hrabstwie ceremonialnym Shropshire, w dystrykcie (unitary authority) Telford and Wrekin. Leży 12 km na północny wschód od miasta Shrewsbury i 219 km na północny zachód od Londynu. W 2011 roku civil parish liczyła 1639 mieszkańców. High Ercall jest wspomniana w Domesday Book (1086) jako Archelou.